# NGC 1543
NGC 1543 (другие обозначения — ESO 118-10, AM 0411-575, IRAS04117-5751, PGC 14659) — линзообразная галактика (SB0) в созвездии Сетки. Открыта Джеймсом Данлопом в 1826 году. Описание Дрейера: «яркий, довольно крупный, вытянутый объект с более яркой серединой и ядром, выглядящим как звезда 11-й величины». Галактика удаляется от Млечного Пути со скоростью 1175 км/с и находится на расстоянии 55 миллионов световых лет. Диаметр галактики составляет 115 тысяч световых лет.
Галактика содержит большое количество нейтрального водорода, около 109 M⊙. Дисперсия скоростей в ней составляет 143±4 км/с, а средняя скорость вращения — 50±10 км/с. У этой галактики присутствует двойной бар.
Этот объект входит в число перечисленных в оригинальной редакции «Нового общего каталога». В атласе морфологических типов галактик де Вокулёра NGC 1453 служит образцом галактики типа (R)SB(l)0/a.
Галактика NGC 1543 входит в состав группы галактик Dorado.